# Мусаев, Муса Хази оглы
Муса Хази оглы Мусаев (азерб. Musayev Musa Həzi oğlu; род. 4 декабря 1959, Нювади, Мегринский район) — азербайджанский государственный деятель. Депутат Национального собрания Азербайджана II созыва. Глава исполнительной власти г. Нафталан (2006—2010).

## Биография
Родился 4 декабря 1959 года в с. Нюведи Мегринского района Армянской ССР.
Окончил физический факультет Азербайджанского государственного университета.
5 ноября 2000 года избран депутатом Национального собрания Азербайджана.
Депутат парламента Азербайджана II созыва (2000—2005). Являлся членом постоянной комиссии парламента по аграрной политике. Являлся членом межпарламентских рабочих групп Азербайджан — Дания и Азербайджан — Кыргызстан.
Глава исполнительной власти г. Нафталан (24 марта 2006 — 25 января 2010).
Член партии «Новый Азербайджан».
Являлся членом политического совета партии «Новый Азербайджан». С 5 марта 2021 года является членом контрольно-ревизионной комиссии партии «Новый Азербайджан».
Владеет русским и немецким языками.

## Награды
- Медаль «Прогресс» (30 ноября 2022)[7]